# Djebel al-Haridi
Djebel al-Haridi és un jaciment arqueològic de l'Alt Egipte al sud de Qaw al-Kebir, entre els llogarets d'Al-Nawawra i Al-Gelawiya.
Es tracta d'una muntanya coneguda per Djebel al-Haridi, que s'aixeca sobre el Nil. Fa més de cent anys ja fou esmentat com un lloc amb resta faraòniques, no fou mai excavat adequadament fins als anys 90 del segle xx, quan ho va fer una expedició de la Societat d'Exploració egípcia. A la zona hi ha algunes tombes de nomarques de l'Imperi mitjà i l'Imperi nou, algunes inscripcions a les roques, i grans pedreres de l'època ptolemaica i romana. A més, la zona fou important al principi del cristianisme i algunes tombes de les roques foren reutilitzades pels monjos que van viure a la zona. A un lloc proper, Abul Nasr, hi ha inscripcions ptolemaiques, i una gran plataforma de rajoles que segurament foren els fonaments d'un fort romà o d'un monestir copte.